# Нигматулин, Роберт Искандрович
Ро́берт Искандерович Нигмату́лин (тат. Роберт Искәндәр улы Нигъмәтулин; род. 17 июня 1940, Москва, РСФСР, СССР) — советский и российский учёный-механик, педагог. Научный руководитель ИО РАН имени П. П. Ширшова с 2017 года, академик РАН (1991, секция математики, механики, информатики), экс-президент АН Республики Башкортостан, депутат Государственной Думы третьего созыва. Лауреат Государственной премии СССР.

## Биография

### Происхождение
Родился 17 июня 1940 года в Москве. Татарин.
Отец — Искандер Нигматулович Нигматулин (Терегулов) (1908—1980), советский учёный-теплофизик, доктор технических наук (1955), профессор (1955), автор трудов по тепловым и атомным электростанциям. В 1938—1964 годах работал в МВТУ имени Н. Э. Баумана, в 1964—1980 годах заведовал кафедрой теплоэнергетических установок Всесоюзного заочного политехнического института. Старший брат деда по отцу — Гениатулла Терегулов (1891—1984), советский врач-терапевт, учёный-курортолог, основал в 1931 году Башкирский медицинский институт.
Мать — Газизова Галия Лутфулловна (1914—2005), врач. Дед по матери, Лутфулла Абдулгазизов, был директором школы в башкирской деревне Серменево и городе Троицке, написал учебник русского языка для башкирских и татарских школ; умер накануне Первой мировой войны.
Братья: Булат (род. 1943) и Раис (род. 1946) — оба являются профессорами, докторами технических наук.

### Научно-педагогическая работа
Окончил МВТУ имени Н. Э. Баумана в 1963 году (с отличием, дипломную работу выполнил под руководством В. Е. Михальцева) и механико-математический факультет МГУ имени М. В. Ломоносова в 1965 году (с отличием, дипломную работу выполнил под руководством Х. А. Рахматулина).
С 1965 по 1986 год работал в Институте механики МГУ. Преподавал на механико-математическом факультете МГУ. Доктор физико-математических наук (1971), профессор (1978).
С 1986 года работал в Тюменском научном центре СО АН СССР, организовал Институт механики многофазных систем.
В 1987 году был избран членом-корреспондентом АН СССР, а в 1991 году — академиком РАН.

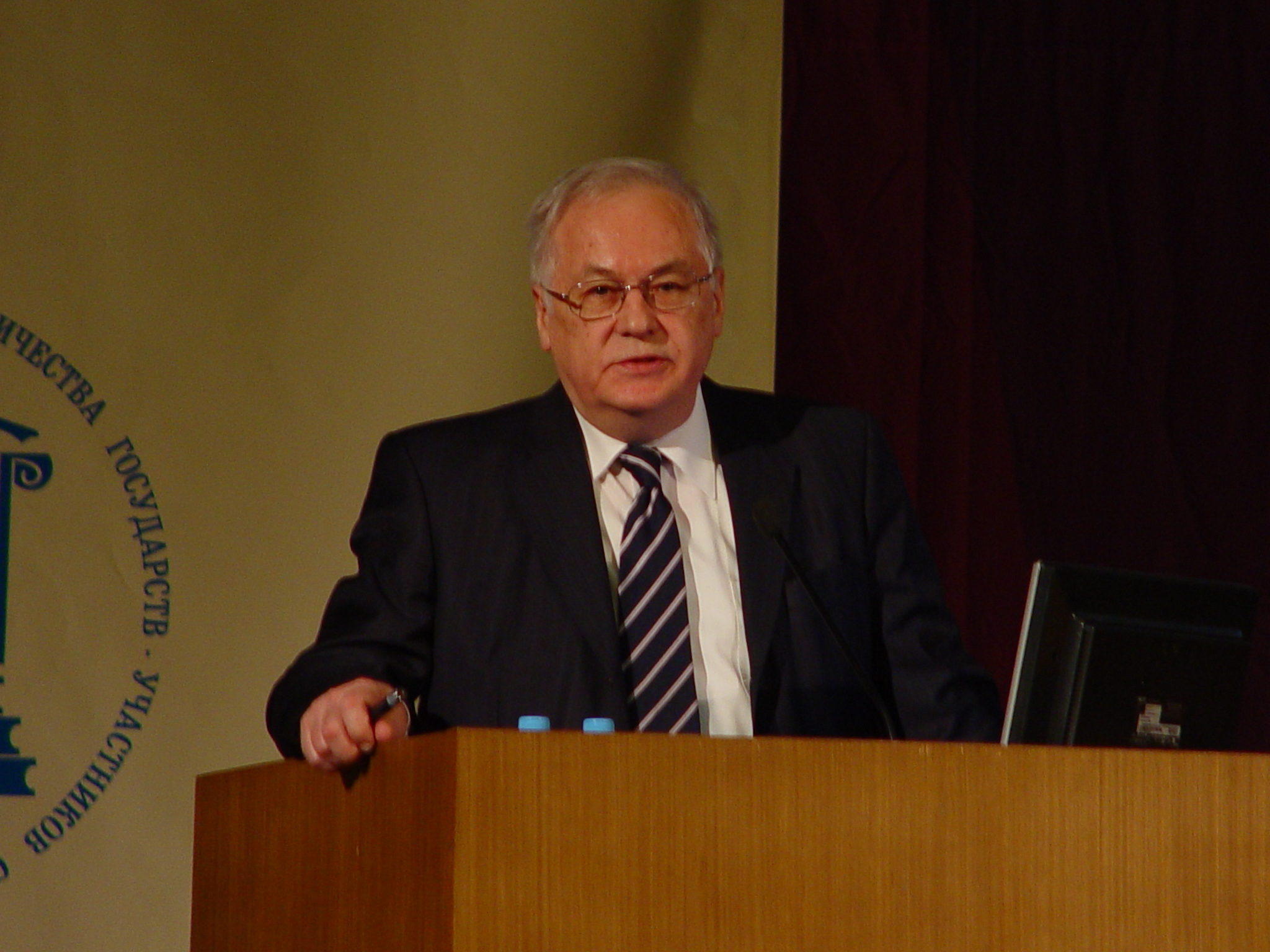
Лекция в актовом зале Библиотеки МГУ (2010)

С 1993 года по 2006 год — председатель Президиума Уфимского научного центра РАН.
С 2006 по 2016 год являлся директором Института океанологии им. П. П. Ширшова РАН, с 2017 года — его научным руководителем.
С 2010 года — заведующий кафедрой волновой и газовой динамики механико-математического факультета МГУ. Является также научным руководителем физфака ТюмГУ. Примерно раз в год приезжает в Тюмень с лекциями о прикладной математике, экономике, океанологии, современной науке и инженерии.
В 2013 году подписал заявление ряда академиков и членов-корреспондентов РАН об отказе вступить в новую «РАН» в случае её реорганизации.
В июне 2017 года заявил о намерении баллотироваться на пост президента Российской академии наук, в начале августа рассказал о предвыборной программе. Его кандидатура, наряду с ещё четырьмя, прошла согласование в правительстве РФ. 26 сентября в первом туре голосования занял второе место (набрал 276 голосов из 1596) и вышел во второй тур выборов вместе с А. М. Сергеевым (681 голос). По результатам второго тура проиграл своему сопернику А. М. Сергееву. При этом, как и в 2014 году, был избран в состав Президиума Академии. Ныне также член комиссии РАН по научной этике.
Предполагал участвовать в выборах президента РАН осенью 2022 года, но его кандидатура не была согласована с кабмином.
Является экспертом Московского экономического форума.
Автор более 200 научных статей и нескольких книг, в том числе:
- Нигматулин Р. И. Основы механики гетерогенных сред. — М.: Наука, 1978. — 336 с.
- Нигматулин Р. И. Динамика многофазных сред. Часть I. — М.: Наука, 1987. — 464 с.
- Нигматулин Р. И. Динамика многофазных сред. Часть II. — М.: Наука, 1987. — 360 с.
- Нигматулин Р. И. Механика сплошной среды. Кинематика. Динамика. Статистическая динамика. — М.: ГЭОТАР-Медиа, 2014. — 640 с. — 1000 экз. — ISBN 978-5-9704-2898-6.

Главный редактор журнала «Океанология» (до 2020), член редколлегии журнала «Известия Уфимского научного центра РАН».
Среди учеников Р. И. Нигматулина 23 доктора и 50 кандидатов наук, 3 директора академических институтов, 1 член-корреспондент РАН.

### Политическая деятельность
В 1973 году, по собственным словам — сознательно, вступил в КПСС.
Избирался депутатом Государственного Собрания — Курултая Республики Башкортостан в 1995 и 1999 годах. В 1999 году избран депутатом Государственной Думы РФ по Кировскому одномандатному избирательному округу Республики Башкортостан, выдвигался непосредственно избирателями. Был членом депутатской группы «Регионы России», членом Комитета по экологии, председателем Высшего экологического совета.
На съезде Всемирного конгресса татар (август 2017 года, Казань) избран членом национального совета «Милли шура».

## Звания и награды
- член Национального комитета России по теоретической и прикладной механике
- член редколлегий ведущих международных журналов по механике и теплофизике
- член Академии наук исламского мира
- премия Ленинского комсомола (1973) — за цикл работ по механике сплошной среды
- Государственная премия СССР (1983) — за цикл работ «Волновая динамика газо-жидкостных систем» (1952—1982)
- премия Правительства Российской Федерации в области науки и техники (2012) — за разработку и внедрение инновационной комплексной программы модернизации производства соды и стройматериалов, экономии сырьевых и энергетических ресурсов, минимизации негативного воздействия на окружающую среду (руководитель работы)[16]
- премия Правительства Российской Федерации в области науки и техники (2019) — за создание и внедрение комплекса передовых технологий, обеспечивающих механическую целостность трубопроводных систем (руководитель работы)[17]
- орден «За заслуги перед Отечеством» IV степени (25 апреля 2011 года) — за большой вклад в развитие отечественной науки и многолетнюю плодотворную деятельность[18]
- орден Александра Невского (5 февраля 2024 года) — за большой вклад в развитие отечественной науки, многолетнюю плодотворную деятельность и в связи с 300-летием со дня основания Российской академии наук[19]
- орден Почёта (17 августа 2000 года) — за многолетнюю плодотворную работу и большой вклад в укрепление дружбы и сотрудничества между народами[20]
- Золотая медаль ВДНХ СССР
- Медали Федерации космонавтики России имени В. П. Макеева и имени К. Э. Циолковского
- Диплом первой степени на конкурсе фундаментальных исследований АН СССР (1990)
- Золотая медаль Академии наук Республики Татарстан «За достижения в науке» (2015 год)[21].

## Семья и увлечения
Жена — Венера Абдрахмановна, кандидат технических наук
Дети:
- сын Тагир (р. 1969) — окончил МГУ (1993), защитил степень в Ренсселаеровском Политехническом Институте (г. Трой, штат Нью-Йорк, 1999), затем в МГУ защитил кандидатскую диссертацию (2001), много лет проработал заграницей, а затем вернулся в Россию.
- дочь Карима (р. 1984) — с девяти лет жила в США, окончила элитную школу Albany Academy for Girls и экстерном отучилась в гимназии в Уфе, с отличием окончила Принстонский университет (2005), диссертацию защитила в Массачусетском технологическом институте. Работала с Биллом Гейтсом, некоторое время работала даже в Лос-Аламосской национальной ядерной лаборатории, однако занималась несекретными вопросами в области медицины. В 2012 году вернулась в Россию и возглавила Институт Генплана Москвы. В 2016 году вышла замуж за Павла Машицкого, сына миллионера Виталия Мащицкого, и возглавила «Ви Холдинг»[23][24].

Увлечения: русская и зарубежная литература, башкирская поэзия, автомобильные прогулки, путешествия.
Академик не видит проблемы в научной миграции. На одной из открытых лекций в ТюмГУ он рассказал (недоступная ссылка — история) о судьбе своих двух детей, которые учились и работали в США, вернулись и теперь живут в России.